# Fayzen
Fayzen (* 12. April 1983 in Hamburg als Farsad Zoroofchi) ist ein deutscher Songwriter, Musikproduzent, Sänger und Multiinstrumentalist. Sein Album Gerne allein erreichte im Mai 2017 in der Woche seiner Erscheinens Platz 76 der deutschen Albumcharts.

## Biografie
Farsad Zoroofchi wurde im April 1983 in Hamburg als Sohn iranischer Eltern geboren. Mit neun Jahren erlernte er das Klavierspielen. In der gymnasialen Oberstufe belegte Fayzen einen Leistungskurs in Musik. Inspiriert wurde Fayzen in der Schulzeit von Musikern wie Hildegard Knef, Curse oder Torch.
Er veröffentlichte 2007 das Album „Du Bist So Groß...“ ohne die Mitwirkung eines Labels. Dieses und ein weiteres Album „Gott Sieht Mich An“ vertrieb er, indem er es selbst auf der Mönckebergstraße in Hamburg an Passanten verkaufte. So setzte er 20.000 Tonträger ab.
Nach dem Release der zwei Alben ohne die Mitwirkung eines Labels kontaktierte er einen A&R der Universal Music Group und erhielt dort einen Vertrag.
Im Jahr 2013 wurde Fayzen im Rahmen des HANS – Hamburger Musikpreis als „Hamburger Nachwuchs des Jahres“ ausgezeichnet.
Fayzen veröffentlichte am 31. Mai 2013 mithilfe des Labels das Album „Meer“ und am 12. Mai 2017 das Album „Gerne Allein“. Auf diesen beiden Alben ist seine Lyrik stark durch seine Beziehung zu einer Frau namens Joya, seiner Ex-Freundin und sein Verhältnis zu Hamburg geprägt. Seine melancholische Musik wendet sich mit diesen zwei Veröffentlichungen immer mehr vom klassischen Hip-Hop ab und nähert sich dem Stil eines Singer-Songwriter an.
Fayzen arbeitete für den Song „Stoptaste“ auf dem Album „Nador“ mit der Sängerin Namika zusammen. 2016 schrieb er die Texte für die Songs „du bebst“ und „kein zu Hause“ für das Album „Endlich“ der Band Gleis 8. Für die Band Milliarden trug er zur Produktion des Albums „Betrüger“, das am 12. August 2016 erschien, bei. Zusammen mit der Sängerin Elif produzierte er das von ihr interpretierte und am 26. Mai 2017 erschienene Album „Doppelleben“.
Im Jahr 2019 veröffentlichte Fayzen, nachdem er sich von seinem Plattenvertrag gelöst hatte, das Album „1000 Geschenke“. Es wurde durch eine Crowdfunding Aktion des Musikers finanziert. Der Name des Albums ist inspiriert durch den Namen des Geschäftes „1000 Geschenke“, das Fayzens Eltern in Hamburg betreiben.
Für Pietro Lombardi produzierte Fayzen drei Lieder auf dem im Jahr 2020 erschienenen Album „Lombardi“. Farsad Zoroofchi war zudem in die Produktion des zweiten Albums „Hobby“ von Matthias Schweighöfer involviert. Es wurde am 4. September 2020 veröffentlicht. Zudem schrieb er den Song „Trauma“, der von der Sängerin Nura und dem Rapper Disarstar interpretiert wird. Für Disarstar produzierte er zudem das Album „Deutscher Oktober“, das am 12. März 2021 herausgebracht wurde.
Im April 2021 schloss sich Fayzen mit dem Sänger ESO.ES zu einem Künstler-Duo mit dem Namen KingLx zusammen.
Außerdem war er in die Produktion der EP „zu spät um umzudrehen“, die am 11. Juni 2021 von der Band Provinz veröffentlicht wurde, involviert. Am 27. August 2021 erschien das Album „Sunnyside“ von dem Interpreten Bosse, auf dem Fayzen an zwei Songs als Produzent mitgewirkt hatte. Das Lied „volle Kraft voraus“ von der Sängerin Helene Fischer erschien am 24. September 2021 und wurde ebenfalls von Farsad Zoroofchi produziert.

## Diskografie
Alben
- Gott Sieht Mich An
- Du Bist So Groß... (2007)
- Meer (2013)
- Gerne allein (2017)
- 1000 Geschenke (2020)

EPs
- Paradies (Unplugged) (2013)

Singles
- Rosarot (2013)
- Feuer (Fayzen singt Elif) (2014)
- Herr Afshin (2017)
- Wundervoll (2017)
- Lina (2017)

Autorenbeteiligungen
- Stoptaste (2015; Interpretation: Namika)
- Endlich (2016; Interpretation: Gleis 8)
- Betrüger (2016; Interpretation: Milliarden)
- Doppelleben (2017; Interpretation: Elif)
- Lombardi (2020; Interpretation: Pietro Lombardi)
- Hobby (2020; Interpretation: Matthias Schweighöfer)
- Trauma (2020; Interpretation: Disarstar, Nura)
- Deutscher Oktober (2021; Interpretation: Disarstar)
- zu spät um umzudrehen (2021; Interpretation: Provinz)
- Sunnyside (2021; Interpretation: Bosse)
- Volle Kraft voraus (2021; Interpretation: Helene Fischer)

## Auszeichnungen
- 2013: HANS – Der Hamburger Musikpreis